# Tony Musante
Anthony Peter "Tony" Musante (Bridgeport, Connecticut, 30 de junio de 1936-Manhattan, 26 de noviembre de 2013) fue un actor estadounidense.

## Biografía
Musante actuó en numerosos largometrajes, en los Estados Unidos y en más países, incluyendo Italia. Entre sus obras destacan los programas Toma (predecesor de Baretta) y el serial televisivo As The World Turns, y un papel en Broadway en 1975, P. S. Your Cat Is Dead!, por la que fue nominado al Drama Desk Award. También fue nominado a un Premio Emmy por su trabajo en 1975 en un episodio de Centro médico, A Quality of Mercy. Musante también hizo el papel de Antonio "Nino" Schibetta, un temido jefe de la Mafia y líder de una banda italiana dentro del Emerald City durante la primera temporada del HBO Oz.
Tony Musante falleció tras una complicación en una operación el 26 de noviembre de 2013, a los 77 años de edad en Manhattan, Nueva York.

## Filmografía
- The DuPont Show of the Week (1961)
- Ride with Terror (1963)
- Alfred Hitchcock Presents (1964)
- Bob Hope Presents the Chrysler Theatre (1964)
- Once a Thief (1965)
- The Trials of O'Brien (1965-1966)
- The Fugitive (1966)
- The Incident (1967)
- El detective (1968)
- Salario para matar (1968)
- Metti una sera a cena (1969)
- El pájaro de las plumas de cristal (1970)
- Anónimo veneciano (1970)
- The Last Run (1971)
- The Grissom Gang (1971)
- Marcus Welby, M.D. (1973)
- Toma (1973-1974)
- Police Story (1974-1976)
- The Rockford Files (1975)
- Medical Story (1975-1976)
- Origins of the Mafia (1976)
- Nowhere to Hide (1977)
- Goodbye and Amen (1977)
- Eutanasia di un amore (1978)
- American Playhouse (1982)
- The Pope of Greenwich Village (1984)
- The Trap (1985)
- MacGruder and Loud (1985)
- El arrepentido (1985)
- Oz (1997)
- Exiled: A Law & Order Movie (1998)
- The Yards (1999)
- The Deep End of the Ocean (1999)
- As the World Turns (2000-2003)
- La vita come viene (2003)
- Pompeya (2007)
- We Own the Night (2007)
- Pupetta - Il coraggio e la passione (2013)